# 安東縣 (遼寧省)
安東縣，是奉天省、安東省、辽东省、遼寧省的一個縣份。
光緒二年（1876年）正月，析大東溝至靉河地帶設置安東縣，隸屬奉天府鳳凰直隸廳轄。光緒三十二年(1906年)，安東縣屬分巡奉天東邊兵備道（東邊道）轄。宣統元年(1909年)，東邊道改名興鳳道(分巡興京鳳凰兵備道)後。為興鳳道轄。
民國3年(1911年)5月始。安東縣仍隸屬奉天省東邊道轄。民國18年廢道制，奉天改改名為遼寧省．安東縣隸屬遼寧省。為一等縣。1932年2月，遼寧省復改為奉天省，安東縣隸屬奉天省，為甲類縣。1934年10月，滿洲國建安東省後，安東縣隸屬安東省。1937年12月，設置安東市，由安東縣中析出，安東縣厲安東省轄。1945年，「九三」抗戰勝利後，安東縣仍屬安東省轄。1965年，改为东沟县。